# Massemen
Massemen is een dorp in de Belgische provincie Oost-Vlaanderen en een deelgemeente van Wetteren, het was een zelfstandige gemeente tot aan de gemeentelijke herindeling van 1977.Het ligt iets ten zuiden van het centrum van Wetteren.

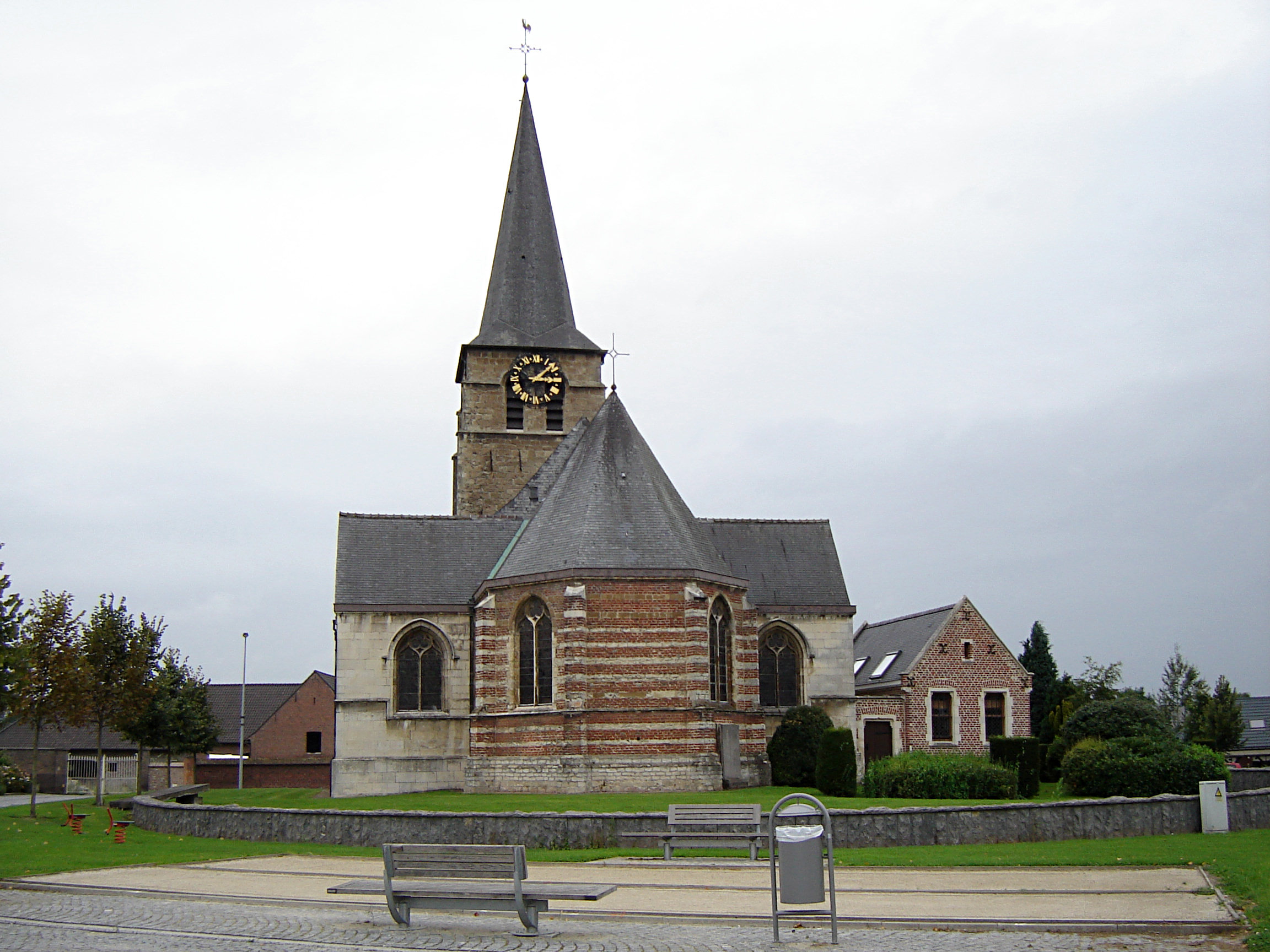
Sint-Martinuskerk

## Geschiedenis
In de omgeving van Massemen werden urnenvelden aangetroffen die duiden op vroege bewoning.
De oudste vermelding van Massemen, als Masmine, is uit 1019. De naam zou zoiets als waterloop betekenen.
Een Ridder de Masmines streed aan de kant van de Vlamingen mee in de Guldensporenslag. In 1559 kwam de heerlijkheid Massemen aan de familie Vilain. In 1652 werd deze heerlijkheid verheven tot prinsdom.
Bij de oprichting van de gemeenten op het eind van het ancien régime vormde Massemen samen met Westrem de gemeente Massemen-Westrem. In 1899 werd die gemeente opgeheven en werd Massemen een zelfstandige gemeente. In 1977 verloor Massemen net als Westrem haar zelfstandigheid weer en beide fusioneerden met Wetteren.

## Demografische ontwikkeling
- Bronnen:NIS, Opm:1831 tot en met 1970=volkstellingen; 1976 = inwoneraantal op 31 december (tot 1890 inclusief Westrem)
- 1900*: Afsplitsing van Westrem

## Bezienswaardigheden

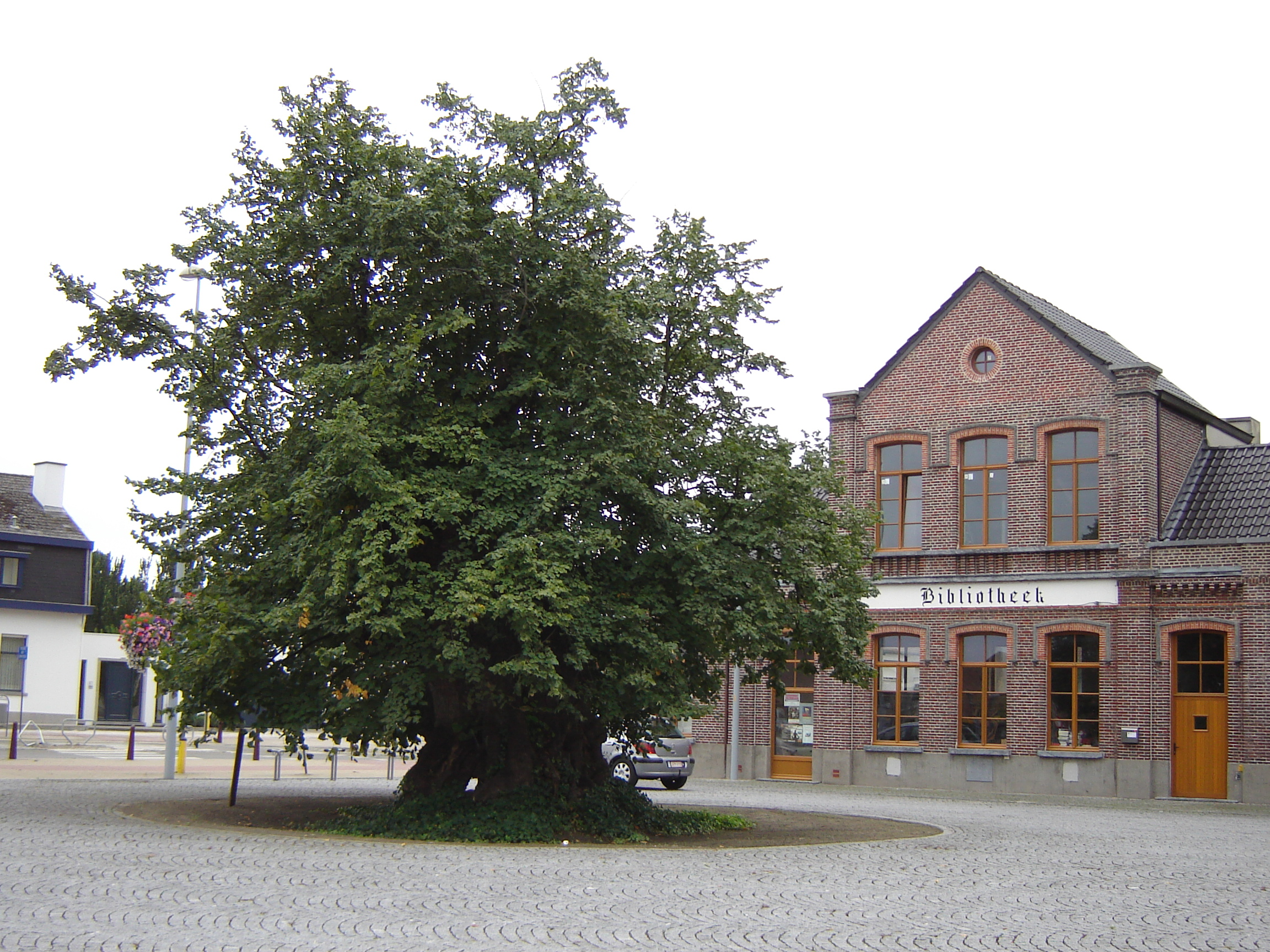
De oude linde

- De Sint-Martinuskerk is samen met zijn omgeving beschermd als monument, dorpsgezicht en landschap.
- Op het dorpsplein staat een oude linde, die in de 16de of 17de eeuw geplant zou zijn. In 2016 won de boom na een wedstrijd georganiseerd door de Stichting Behoud Natuur en Leefmilieu Vlaanderen (SBNL-VL) de titel van 'Boom van het Jaar'.[1]
- Het Hof Ten Hondert gaat terug tot de 13de eeuw. Het werd toen opgericht als hospitaal voor reizigers en pelgrims langs de oude heirbaan van Gent naar Aalst. Het huidige woonhuis dateert grotendeels uit de 17de eeuw.
- Het Prinsenhof aan het dorpsplein is een oude hoeve, waarvan het huidige woonhuis dateert uit de 18de eeuw. De site zelf gaat echter reeds terug tot de 12de eeuw. Het Prinsenhof was eeuwenlang de woonplaats van de heren van Massemen.
- De Van Hauwermeirsmolen.
- De Maalbroekmolen.
- Het Geuzenkasteel.

## Natuur en landschap
Massemen ligt op de grens van Zandig Vlaanderen en Zandlemig Vlaanderen. De hoogte varieert van 10 tot 29 meter. De belangrijkste waterloop is de Molenbeek welke uitmondt in de Schelde.

## Nabijgelegen kernen
Wetteren, Melle, Westrem, Oordegem